# أفعى القوقاز
أفعى القوقاز أو أفعى كازناكوف (الاسم العلمي: V. kaznakovi) هو نوع من أنواع الثعابين السامة التي تنتمي لفصيلة أفعاوات والتي بدورها جزء من عائلة الأفعويات. هذا النوع من الأفاعي متوطن في تركيا، وجورجيا، ووروسيا. لم يتم التعرف أو تصنيف أي أنواع فرعية من هذا النوع من الأفاعي في الوقت الحاضر.
الأسماء الشائعة: أفعى القوقاز، أفعى كازناكو،  أفعى كازناكوف. وثعبان القوقاز.

## علم أصول الكلمات
الاسم المحدد، kaznakovi، هو اسم أطلق على هذا النوع من الأفاعي تكريما لعالم التاريخ الطبيعي الروسي، ألكسندر نيكولاييفيتش كازناكوف.

## الوصف
لدى أفعى القوقاز بنية جسدية قوية، وبشكل عام؛ تكون الذكور أقصر طولا، وأكثر نحافة من الإناث. قد يصل الحد الأقصى للطول الكلي لهذه الأفاعي (يشمل ذلك الذيل) إلى مقياس يبلغ حوالي 65–70 سنتيمتر (26–28 بوصة)، وبشكل عام، يكون طولها أقصر من ذلك. فحص أورلوف وتونييف 39 عينة من هذه الأفاعي. من بين الذكور التي فحصوها والتي كان عددها 23 ذكرا، كان مقياس الطول الكلي للذكر صاحب الطول الأكبر في المجموعة يبلغ حوالي 47.5 سنتيمتر (18.7 بوصة)؛ بينما من بين الإناث التي تم فحصها والتي كان عددها 16 أنثى، كان مقياس الطول الكلي للأنثى صاحبة الطول الأكبر يبلغ حوالي 60 سنتيمتر (24 بوصة).  

## النطاق الجغرافي
تتواجد وتنتشر أفعى القوقاز في شمال شرق تركيا، وجورجيا، وروسيا (حول الساحل الشرقي للبحر الأسود).
تواجد النوع المحلي النمطي لهذه الأنواع من الأفاعي هو «تسيبولدا، مقاطعة سوخومي»، وذلك وفقًا لمصادر نيكولسكي (1909). يوضح أورلوف وتونييف (1990) ذلك بأن أفعى القوقاز تتواجد بشكل عام في «تسيبولدا، على مقربة من سوخومي (على الساحل الشرقي للبحر الأسود)، وتتواجد أيضا في أبخازيا، وفي مناطق القوقاز (في جورجيا)». 

## موائله والبيئة
تسكن أفعى القوقاز في المنحدرات الحرجية والمحرشة الموجودة في الجبال، وفي مناطق الإفجيج الرطبة (الاودية العميقة الضيقة والرطبة)، وفي المناطق الني تم إزالة الاشجار منها من بعد ان تم تحريشها وزرعها بالاشجار والغابات، تم توثيق معيشة وتواجد افاعي كازناكوف بالقرب من نبات الأزالية وبالقرب من البساتين التي تتواجد بها نباتات قرانيا أوروبية؛ تعيش هذه الأفاعي أيضا في الغابات المختلطة الشبه الاستوائية التي تتواجد بها أنواع أشجار الطبقة السفلى والتي تكون دائمة الخضرة؛ وتتواجد أيضا في بساتين الكستناء. تعيش أيضا في الغابات الخشبية التي يتواجد بها أنواع أشجار الزان، الصفصاف ونبات النغت؛ وفي الغابات المتواجدة قرب ضفاف الانهار السطحية وتتواجد هذه الافاعي أيضا بين النباتات والاعشاب النامية المتحشدة بشكل كثيف على اوجه ركام الحصى. عند مستوى الحد الأعلى للمرتفعات التي تتواجد وتتوزع بها هذه الافاعي؛ يصل نطاق تواجد هذا الثعبان إلى مناطق الغابات التي تتواجد بها أنواع الاشجار الصنوبرية المخروطية، ولكنه لا يتواجد أو يعيش عميقا في قلب هذا النوع من الغابات. تم توثيق تواجد هذه الافاعي في المنطقة البيئية الانتقالية التي ما بين غابات أنواع اشجار الزان وانواع اشجار الشوح من جهة والمناطق العشبية المتنوعة من جهة أخرى. قد تتواجد أيضًا هذه الانواع في المناطق الزراعية المخصصة لزراعة الكاميليا الصينية (باران وأتاتور، 1998).
على ساحل البحر الأسود؛ تستيقظ هذه الافاعي من سباتها بحلول شهر مارس، ولكن؛ تقوم افراد هذه الافاعي، المتواجدة في الارتفاعات التي ما بين 600–800 متر (2,000–2,600 قدم) فوق مستوى سطح البحر؛ بالاستيقاظ من سباتها في النصف الثاني من شهر أبريل أو عند بداية شهر مايو. موسم التكاثر لهذه الافاعي يمتد من نهاية شهر مارس حتى منتصف شهر مايو. بينما تبدأ فترة السبات لافراد هذه الافاعي المتواجدة في المناطق الساحلية؛ في بداية شهر نوفمبر، اما الافراد المتواجدة في المرتفعات، يكون بداية فترة سباتها حول نهاية شهر سبتمبر أو عند بداية شهر أكتوبر. تظهر الفراخ الصغيرة لهذه الافاعي بحلول نهاية شهر أغسطس أو عند بداية شهر سبتمبر.

## حالة الحفظ
تم تصنيف نوع أفاعي كازناكوف على أنها مهددة بالانقراض وفقًا لقائمة الأنواع المهددة بالانقراض التي وضعها الاتحاد الدولي لحفظ الطبيعة IUCN بالمعايير التالية: A1cd + 2   cd (v2.3، 1994). وهذا يعني أن هذه الأنواع ليست مهددة بالانقراض بشكل حرج، ولكنها تواجه خطرًا كبيرًا يهددها بالانقراض في البرية في المستقبل القريب. ويرجع ذلك إلى انخفاض ملحوظ في عدد أفراد هذه الأفاعي، حيث كان هذا الانخفاض لا يقل عن نسبة 50٪، وكان ذلك خلال السنوات العشر الماضية واستمدت هذه الاستنتاجات بناءً على الخسارة في مساحة الإستيطان لدى هذه الأفاعي ونسبة تواجد و/أو نوعية الموائل التي تعيش بها، وكذلك المستويات الفعلية أو المحتملة للتهديدات التي تواجهها هذه الأفاعي من قبل البشر. وللأسباب نفسها، من المتوقع أيضًا حدوث انخفاض في عدد أفراد أفاعي كازناكوف، بحيث ألا يقل هذا الانخفاض عن نسبة 50٪، ومن المتوقع أن تعاني هذه الأفاعي من الانخفاض في أعدادها خلال السنوات العشر القادمة. سنة التقييم: 1996.
اعتبارًا من عام 2008، أدرجت القائمة الحمراء للأنواع المهددة بالانقراض التابعة لـ IUCN، أفعى القوقاز على أنها مهددة بالانقراض مع تواجد نمط الانخفاض بعدد أفرادها عبر السنين. وتدرج هذه الأفاعي أيضًا على أنها من الأنواع التي يجب حمايتها بشدة، وذلك بناءً على (الملحق II) بموجب اتفاقية برن.

## التهديدات الرئيسية
أفعى كازناكوف مهددة بسبب اصطيادها المفرط به من أجل تجارة الحيوانات الأليفة الدولية (Baran and Atatur، 1998). تشمل التهديدات الإضافية خسارة الموائل التي تعيش بها بسبب استغلال هذه المساحات من قبل بني البشر من أجل التنمية المدنية، السياحة، والزراعة. لقد أصبح نادرًا وجود هذه الأفاعي في الجزء الساحلي للبحر الأسود، وذلك بسبب اصطياد العديد من أفرادها. تشمل التهديدات الرئيسية لموائل أفراد الأفاعي التي تعيش في الأراضي المنخفضة: تطور السياحة (مثل بناء المنتجعات الصحية) وبناء مناطق الإسكان والتوسع الزراعي (بما في ذلك الحرث في المناطق المتواجدة في سفح الجبال). بالإضافة إلى ذلك؛ تواجه أنواع هذه الأفاعي داخل تركيا التهديد من قبل مشاريع بناء السدود ضمن مدى تواجدها.
أحد العوامل الأخرى التي تؤثر على عدد أفراد أفعى كازناكوف هو عملية الحمل والولادة. هذا النوع من الأفاعي يتكاثر بواسطة الولودية. لذلك عندما تصاب الأفعى الأم بضرر ما أو يقوم أمر ما بقتلها، تتأثر فراخها كذلك أيضا، بينما في نوع الأفاعي التي تتكاثر بواسطة البيوضية؛ كل بيضة على حدة لديها فرصة للبقاء والنجاة، بغض النظر عما يحدث للأفعى للأم.